# Tubo lanciasiluri

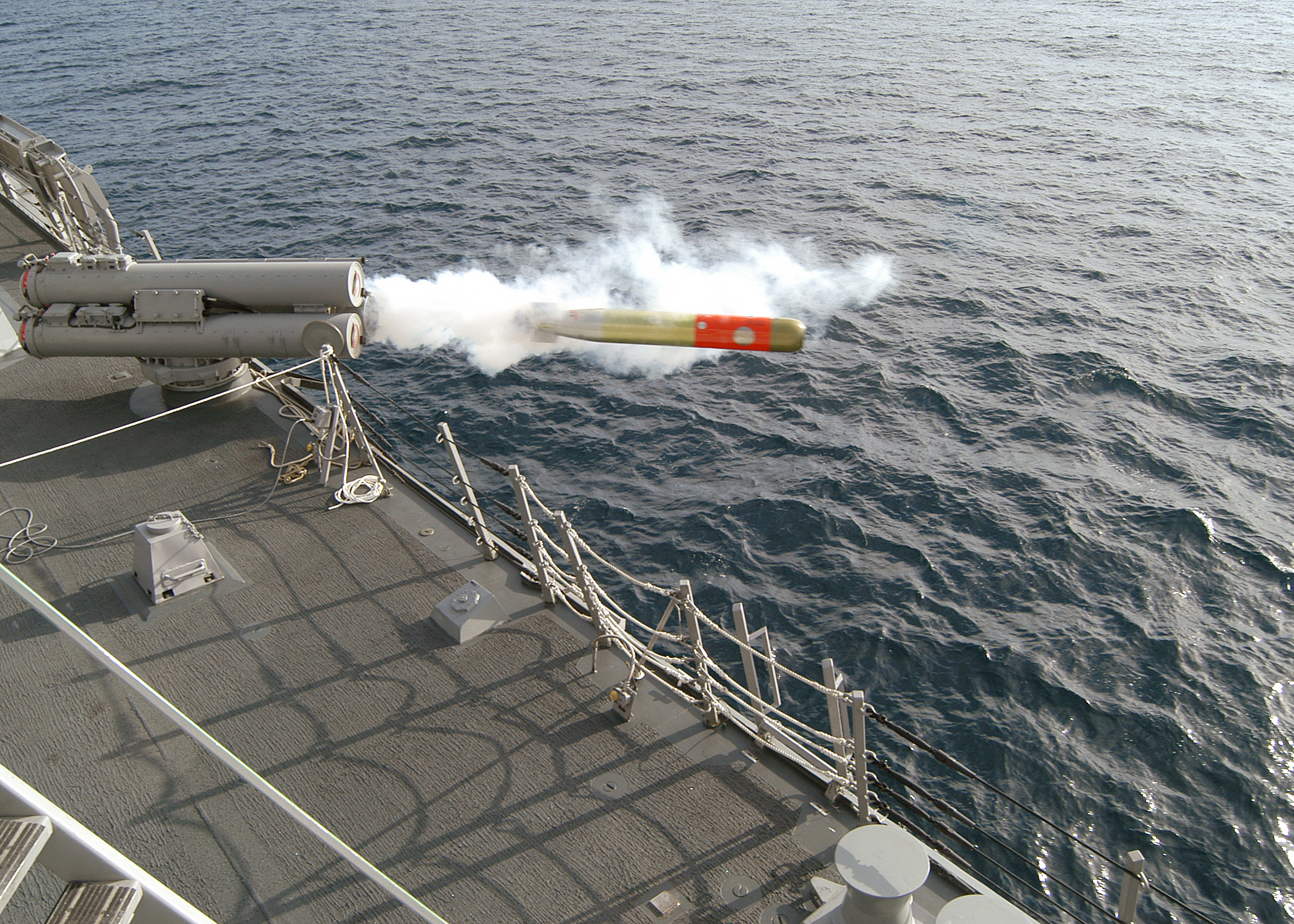
Un lanciasiluri Mark 32 Mod. 15 lancia da nave di superficie un siluro leggero Mark 46 Mod. 5.

Il lanciasiluri è un dispositivo atto al lancio di un'arma autopropulsa subacquea, chiamata siluro.

## Descrizione
Esso può essere di vario tipo, modello e calibro. Attualmente i lanciasiluri, che hanno assunto un grande ruolo tra la prima e la seconda guerra mondiale, sono relegati essenzialmente ai sottomarini, sotto forma di 4-6 tubi di lancio di grosso calibro (tipici 21 pollici, 533 mm) per l'impiego di armi pesanti antinave o antisommergibile, ma anche missili antinave, antisommergibile o mine di vario genere.
Sulle navi di superficie sono presenti in genere 2 lanciasiluri leggeri da 12,5 pollici ovvero 324 mm, per siluri leggeri antisommergibile, anche se tali armi sono utilizzabili solo in caso di azioni ravvicinate, ben dentro la portata dei siluri pesanti dei sommergibili. Altre marine, come quella francese, italiana e soprattutto sovietica/russa, hanno lanciasiluri da 533 anche per le navi di superficie, talvolta anche quintupli, anche se ora prevalentemente per armi antisommergibile autoguidate.